# Bolina
 (décembre 2019).
Si vous disposez d'ouvrages ou d'articles de référence ou si vous connaissez des sites web de qualité traitant du thème abordé ici, merci de compléter l'article en donnant les références utiles à sa vérifiabilité et en les liant à la section « Notes et références ».
Dans la mythologie grecque, Bolina (grec ancien : Βολίνα / Bolína) ou Boline (Βολίνη / Bolínē) était une nymphe.

## Mythe
Selon Pausanias, Bolina était autrefois une jeune fille mortelle d'Achaïe aimée du dieu Apollon. Lorsqu'il tenta de l'approcher, Bolina s'enfuit et se jeta dans la mer pour échapper à ses avances. Là-dessus, Apollon la rendit immortelle.
La ville de Bolina (en) a été fondée à l'endroit où Bolina s'est jetée dans la mer.